# Dylan Dog in Return to Sunset
Dylan Dog in Return to Sunset is een videospel voor de Commodore Amiga. Het spel werd uitgebracht in 1993. 